# Courtown
Courtown (irl. Baile na Cúirte, wcześniej Baile na Trágha) – miasto w północno-zachodniej części hrabstwa Wexford w Irlandii przy drodze lokalnej R742 i krajowej N11. Położone nad Morzem Irlandzkim.